# Сори, Фумихико
Фумихико Сори (яп. 曽利文彦 Сори Фумихико) — японский режиссёр и продюсер фильмов.  В основном работает с компьютерной графикой.

## Биография
В 1996 был приглашен для участия в съемках фильма Джеймса Камерона "Титаник",  в качестве аниматора по компьютерной графике. Вернувшись домой, работал над фильмом KEIZOKU (2000) руководителем по визуальным эффектам (VFX), и над BYUTIFURURAIFU (2000), UESUTOGETOPAKU IKEBUKURO (2000). В 2002 году вышел дебютный фильм режиссёра под названием Пинг-понг. В 2004 году выпустил первый 3D анимационный фильм Яблочное зёрнышко. В августе 2007 в Японии вышла вторая 3D анимация 2077 BEKUSHIRU(Агент Вексилл). Этот фильм разошелся более чем по 140 странам по всему миру. Был приглашен на международные кинофестивали, таких как международный кинофестиваль в Пусане, а на международном кинофестивале в Филадельфии получил награду за лучший анимационный фильм.

## Работы
- «Титаник (фильм, 1997)» («Titanic»)  - 1997 г - character animator: Digital Domain
- «Andromedia»   - 1998 г. - visual effects supervisor
- «Himitsu»   - 1999 г. - visual effects supervisor
- Keizoku (фильм) (яп. ケイゾク)   - 2000 г.  - visual effects supervisor
- Beautiful Life (яп. ビューティフルライフ Būtifuru Raifu)  - 2000 г. -
- Ikebukuro West Gate Park (яп. 池袋ウエストゲートパーク UESUTOGETOPAKU Ikebukuro) - 2000 г.
- Ping Pong (яп. ピンポン Pin Pon)   - 2002 г.  - режиссёр
- Stand Up!! (яп. スタンドアップ!! Sutando Appu!!)  - 2003 г.
- Appleseed (яп. アップルシ－ド Аппуруси:до) - 2004 г.  - продюсер
- Happy! (яп. ハッピー!)   - 2006 г.
- Агент Вексилл (яп. ベクシル 2077日本鎖国 Бэкусиру 2007 нихон сакоку)  - 2007 г.  - режиссёр, сценарист
- Ити (яп. 座頭市)   - 2008 г.  - режиссёр
- ТО (яп. 座頭市)   - 2009 г.  - режиссёр

## Награды
- Награда японской Академии 2002 - Лучший режиссёр
- Кинопремия «Майнити» 2002 - за технические достижения
- Иокогамского кинофестиваля 2002 - Лучший новый режиссёр